# Équipe cycliste Moscow
L'équipe cycliste Moscow est une équipe cycliste russe qui a existé entre 2009 et 2010. Durant son existence, elle participe aux circuits continentaux de cyclisme et en particulier l'UCI Europe Tour.
Elle ne doit pas être confondue avec l'équipe Moscow Stars apparue quelques années plus tôt.

## Principales victoires
- Grand Prix de Moscou : Alexander Khatuntsev (2009)
- Bałtyk-Karkonosze Tour : Sergey Kolesnikov (2009)

## Classements UCI
L'équipe participe aux épreuves des circuits continentaux. Le tableau ci-dessous présente les classements de l'équipe sur les circuits, ainsi que son meilleur coureur au classement individuel.
UCI America Tour
| Saison | Classement par équipes | Meilleur coureur au classement individuel    |
| ------ | ---------------------- | -------------------------------------------- |
| 2009   | 46e                    | Andrey Klyuev (274e)                         |
| 2010   | 26e                    | Sergey Kolesnikov (248e) Ivan Kovalev (248e) |

UCI Europe Tour
| Saison | Classement par équipes | Meilleur coureur au classement individuel |
| ------ | ---------------------- | ----------------------------------------- |
| 2009   | 49e                    | Sergey Kolesnikov (63e)                   |
| 2010   | 74e                    | Valery Valynin (303e)                     |

## Moscow en 2010[2],[3]

### Effectif
| Coureur              | Date de naissance | Nationalité | Équipe 2009           | Équipe 2011           |
| -------------------- | ----------------- | ----------- | --------------------- | --------------------- |
| Kirill Baranov       | 13.04.1989        | Russie      | Moscow                | Itera-Katusha         |
| Alexander Khatuntsev | 02.11.1985        | Russie      | Moscow                |                       |
| Mikhail Kalinov      | 11.06.1988        | Russie      | Moscow                |                       |
| Andrey Klyuev        | 13.06.1987        | Russie      | Moscow                | Parti en juillet 2010 |
| Sergey Kolesnikov    | 03.09.1986        | Russie      | Moscow                | Amore & Vita-Conad    |
| Ivan Kovalev         | 26.07.1986        | Russie      | Moscow                |                       |
| Ievgueni Kovalev     | 06.03.1989        | Russie      | Moscow                | Itera-Katusha         |
| Denys Kuznetsov      | 31.08.1990        | Russie      | Moscow                | Parti en juillet 2010 |
| Denis Lozinskiy      | 01.01.1990        | Russie      | Moscow                | Parti en juillet 2010 |
| Maxim Pokidov        | 11.07.1989        | Russie      | Néo-pro               | Parti en juillet 2010 |
| Maksim Razumov       | 12.01.1990        | Russie      | Moscow                | Parti en juillet 2010 |
| Evgeny Reshetko      | 07.04.1985        | Russie      | Katyusha CT           | Parti en juillet 2010 |
| Ilja Syrtsev         | 16.11.1987        | Russie      | Moscow                | Parti en juillet 2010 |
| Evgeny Sokolov       | 11.06.1984        | Russie      | BBox Bouygues Telecom |                       |
| Sergey Valynin       | 10.03.1988        | Russie      | Moscow                | Parti en juillet 2010 |
| Valery Valynin       | 10.12.1986        | Russie      | Moscow                |                       |

### Victoires
| Date       | Course                              | Pays   | Classe | Vainqueur        |
| ---------- | ----------------------------------- | ------ | ------ | ---------------- |
| 23/04/2010 | 2e étape du Grand Prix d'Adyguée    | Russie | 2.2    | Ievgueni Kovalev |
| 06/05/2010 | Prologue des Cinq anneaux de Moscou | Russie | 2.2    | Ivan Kovalev     |